# Михаил Радев
Михаил Радев, наречен Странджата, е български революционер, деец на Върховния македоно-одрински комитет и Вътрешната македоно-одринска революционна организация.

## Биография
Радев е роден в 1865 година в град Ески Джумая, тогава в Османската империя, днес Търговище, България. При избухването на Сръбско-българската война в 1885 година е доброволец в Българската армия и е награден с орден „За храброст“. В 1895 година влиза в четата на поручик Петър Начев и участва в четническата акция на Македонския комитет. От 1901 година е във върховистките чети на Дончо Златков, Никола Лефтеров, полковник Анастас Янков, генерал Иван Цончев. В 1902 година взима участие в Горноджумайското въстание, а на следната 1903 и в Илинденско-Преображенското въстание.
От 1905 до 1906 година е войвода на ВМОРО в Ресенско, а от 1906 до 1908 година в Тиквеш. След Младотурската революция се легализира, но от 1910 до 1912 година отново е войвода в Ениджевардарско и Гевгелийско. През май 1912 година навлиза в Македония в четата на Ичко Димитров и е определен за гевгелийски околийски войвода. Сражава се с потеря на родоотстъпника Дончо Тодоров в местността Балтин при село Зашле, Крушовско, като губи четника си Петко от Журче.
Участва в Балканската и в последвалата Междусъюзническа война като доброволец от Македоно-одринското опълчение, като заедно с Коста Христов Попето застава начело на Втора гевгелийска чета, а по-късно служи в 1 отделна партизанска рота, 1 рота на 15 щипска дружина и в Сборната партизанска рота, която се сражава с гръцки войски. За проявена храброст е награден с орден „За храброст“ IV степен и е произведен в офицерски чин. След войната среща случайно в София Дончо Тодоров и го убива на улицата, но е освободен още по време на следствието, след като успява да докаже родоотстъпничеството му.
По време на участието на България в Първата световна война служи във Втори пехотен македонски полк на Единадесета дивизия. Награден е с орден „За военна заслуга“, V степен.
В края на 1919 година организира бягството на генерал Александър Протогеров, арестуван от правителството на БЗНС в София.
Умира в София през 1922 година. Според Иван Михайлов е убит от дейци на Македонската федеративна организация, „опрени на полицията“.